# Juan Ayra
Juan José Ayra Martínez (23 de junho de 1911 - 26 de outubro de 2008) foi um futebolista cubano.

## Carreira
Ele fez parte da seleção de Cuba que participou da Copa do Mundo FIFA de 1938. Apareceu no jogo desempate contra a Romênia (no primeiro jogo houve empate por 3x3), no qual Cuba venceu por 2 a 1.

## Ligações Externas
- Perfil em Fifa.com (em inglês)